# Ладанцы
Ладанцы (укр. Ладанці) — село в Перемышлянской городской общине Львовского района Львовской области Украины.
Население по переписи 2001 года составляло 448 человек. Занимает площадь 2,88 км². Почтовый индекс — 81232. Телефонный код — 3263.